# L'elegància de l'eriçó
L'elegància de l'eriçó (títol original en francès L'Élégance du hérisson) és la segona novel·la de l'escriptora Muriel Barbery. Va aparèixer el 2006 a l'editorial Gallimard i ràpidament fou l'èxit de la temporada amb gairebé un milió d'exemplars venuts i 30 setmanes en el número 1 de vendes. Gràcies a tot això li fou atorgat el Premi dels llibreters francesos (Prix des libraires) el 2007. En català va aparèixer el 2007 a Edicions 62, i s'ha inclòs a la col·lecció "El balancí" amb el número 569.
Ha estat portada al cinema el 2008 sota la direcció de Mona Achache amb Josiane Balasko com a protagonista, sota el títol de Le Hérisson.

## Argument
Rennée Michèle és la portera del número 7 de la rue Grenelle, de París, un edifici noble de gent acabalada i de poder. És vídua i amaga una gran cultura a base de lectures, música... que passa desapercebuda als seus patrons. Només viu amb un gat, que s'anomena Lleó en honor de Lleó Tolstoi. Un dels veïns, que és ministre, té una filla de nom Paloma que és superdotada i també amaga aquesta condició a la resta de gent. Ha decidit suïcidar-se el dia del seu aniversari per no viure la vida buida dels adults. Tot canvia quan Kakuro Ozu, un japonès de gran cultura, s'instal·la en l'apartament del quart pis.